# Cặp lá yêu thương
Cặp Lá Yêu Thương là chương trình truyền hình được thực hiện bởi VTV. Tối ngày 04 tháng 10 năm 2015 tại Trường quay S14, Đài Truyền hình Việt Nam, Bộ Lao động - Thương binh và Xã hội phối hợp cùng Ngân hàng Chính sách xã hội và Trung tâm Tin tức VTV24 tổ chức Lễ khởi động và ký kết hợp tác Chương trình.

## Giải thưởng
| Năm  | Giải thưởng | Hạng mục                                                   | đề cử             | Kết quả   | Tham khảo |
| ---- | ----------- | ---------------------------------------------------------- | ----------------- | --------- | --------- |
| 2016 | VTV Awards  | Chương trình văn hóa - xã hội khoa học - giáo dục ấn tượng | Cặp lá yêu thương | Đoạt giải | [ 2 ]     |